# Вегенер, Герда

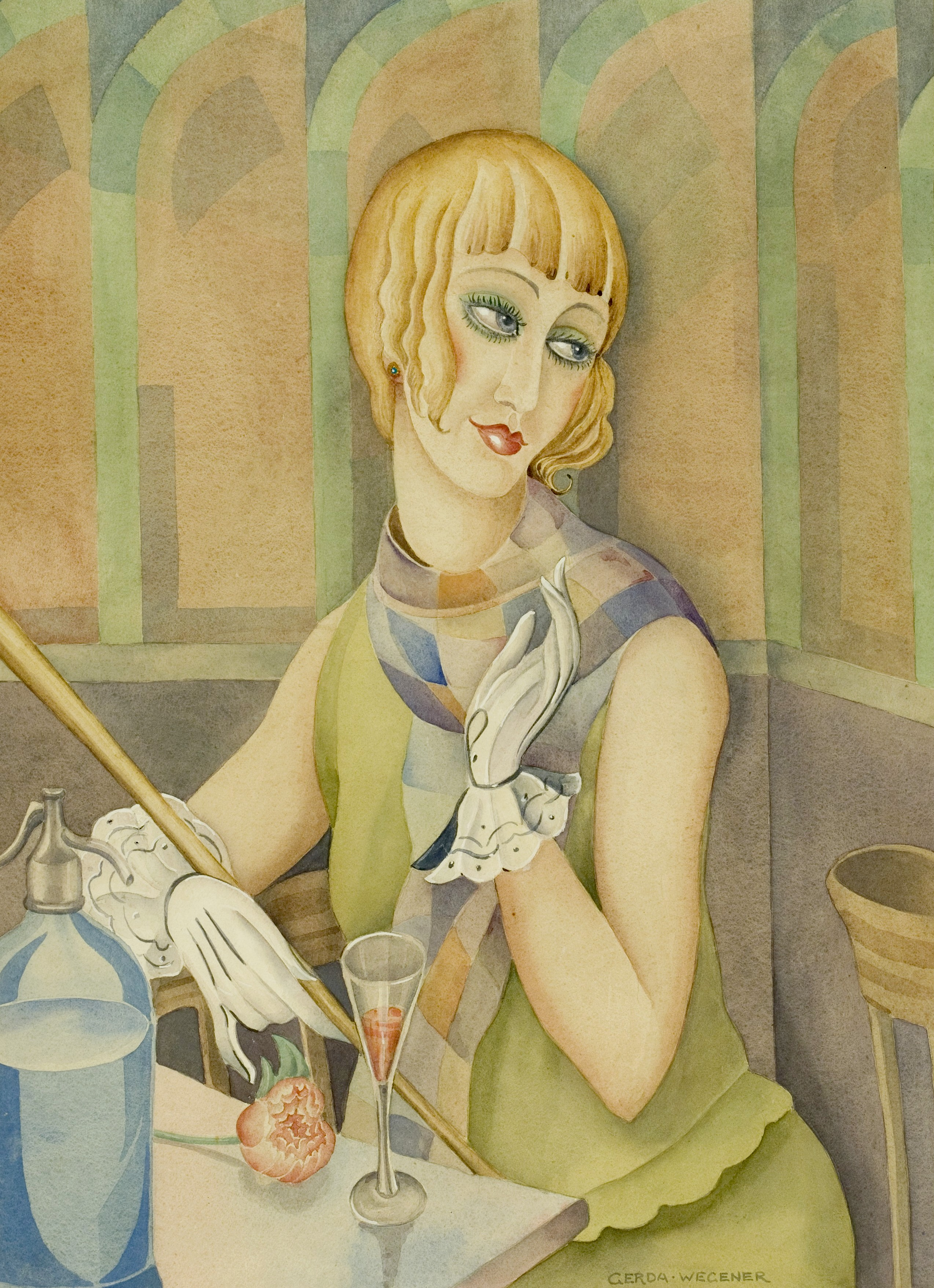
Портрет Лили Эльбе

Герда Вегенер, ур. Герда Мария Фредерика Готлиб (дат. Gerda Wegener, Gerda Marie Fredrikke Gottlieb; 15 марта 1886, Ютландия — 1940, Фредериксберг) — датская художница и график, основные сюжеты — портреты и женская эротика.

## Биография
Герда Готлиб родилась в датской провинции (в Ютландии) в семье священника, потомка иммигрантов из немецкоговорящей части Франции. После окончания школьного образования она в 1902 году переехала в Копенгаген для обучения в Королевской академии изящных искусств. В свою студенческую бытность Герда Готлиб познакомилась с молодым художником, который был старше её на четыре года, Эйнаром Вегенером, за которого и вышла замуж в 1904 году, приняв его фамилию. После окончания образования Герда Вегенер со своим мужем эмигрировала и путешествовала по Западной Европе (Англия, Италия), окончательно осев в 1912 году во Франции в Париже.
Во Франции Герда Вегенер достигла большого успеха, её работы выставлялись на таких знаменитых выставках, как «Осенний салон», «Салон независимых», «Салон юмористов» и др. Кроме того, она работала на журналы «Vogue», «La Vie Parisienne», «Fantasio», «Rire» и «La Baïonnette». Герда Вегенер стала знаменитой и в своей родной Дании, где тоже выставляла свои творения.
Её муж позировал ей в качестве модели для изображения женщин. Со временем Эйнар Вегенер стал и вне позирования носить дамские одежды и гостям представлялся сестрой Эйнара Вегенера под именем Лили Эльбе. В итоге он принял решение изменить свой пол. С этой целью чета Вегенеров переехала в Германию, где Эйнару была сделана первая в истории операция по изменению пола. Когда этот факт был предан огласке, король Дании в октябре 1930 года расторг брак Герды и Эйнара.
После этого и смерти Эйнара Герда Вегенер вышла в 1931 году замуж за итальянского офицера Фернандо (Нандо) Порта, вместе с которым эмигрировала в Марокко. Брак скоро распался, и в 1936 году она развелась с ним. Спустя два года Герда Вегенер вернулась в Данию, где она в 1939 году провела свою последнюю выставку и умерла 28 июля 1940 года.

## Книга и фильм
Роман Дэвида Эберсхоффа о Лили Эльбе и Герде «Девушка из Дании», (ISBN 0140298487) (2001), стал международным бестселлером и был переведён на множество языков. Роман был переработан в сценарий продюсерами Гейлом Матруксом и Нейлом ЛаБутом. В 2015 году вышел полнометражный фильм «Девушка из Дании». Главные роли исполнили Эдди Редмэйн (Эйнар/Лили) и Алисия Викандер (Герда).